# دنیس داگن
دنیس دوگان (انگلیسی: Dennis Dugan؛ زادهٔ ۵ سپتامبر ۱۹۴۶) یک هنرپیشه، کارگردان فیلم و کمدین اهل آمریکا است. وی از سال ۱۹۶۸ میلادی تاکنون مشغول فعالیت بوده‌است.

## گزیده فیلمشناسی
از فیلم‌ها یا برنامه‌های تلویزیونی که وی در آنها نقش داشته‌است می‌توان به آثار زیر اشاره کرد.

### کارگردانی سینما
- کودک دردسرساز (۱۹۹۰)
- اهداکنندگان مغز (۱۹۹۲)
- هپی گیلمور (۱۹۹۶)
- نینجای بورلی هیلز (۱۹۹۷)
- پدر بزرگ (۱۹۹۹)
- نجات سیلورمن (۲۰۰۱)
- امنیت ملی (۲۰۰۳)
- نیمکت گرمکن‌ها (۲۰۰۶)
- تو حریف زوهان نمی‌شی (۲۰۰۸)
- بزرگ‌شده‌ها (۲۰۱۰)
- فقط باهاش کنار بیا (۲۰۱۱)
- جک و جیل (۲۰۱۱)
- بزرگ‌شده‌ها ۲ (۲۰۱۳)
- عشق، عروسی‌ها و دیگر فجایع (۲۰۲۰)

### تلویزیون
- کنن (۱۹۷۱-۱۹۷۶)
- ستوان کلمبو (۱۹۷۶، ۱۹۹۳)
- کارآگاه راکفورد (۷۹/۱۹۷۸)
- حصار چوبی (۱۹۹۵–۱۹۹۴)
- الی مک‌بل (۱۹۹۸)